# Tenis en Australia
Australia ha sido una de las mayores potencias históricas del tenis, particularmente en los años 1960 y 1970 con figuras como Rod Laver, Roy Emerson, Ken Rosewall, y John Newcombe. Posteriormente desde los años 90 del siglo pasado en adelante destacan Patrick Rafter y Lleyton Hewitt. 
A nivel de representación nacional el Equipo de Copa Davis de Australia han ganado 28 veces la Copa (4 veces desde que comenzó el formato moderno 1981), en 1983, 1986, 1999, y 2003, segundos históricos detrás de Estados Unidos.
Desde que Lleyton Hewitt abandonó el Top 10 por última vez en junio de 2006, Australia no contó con tenistas entre los 10 mejores del ranking ATP, hasta que Alex de Minaur ingresara en marzo de 2024.

## Mejores en el ranking ATP en individuales masculino

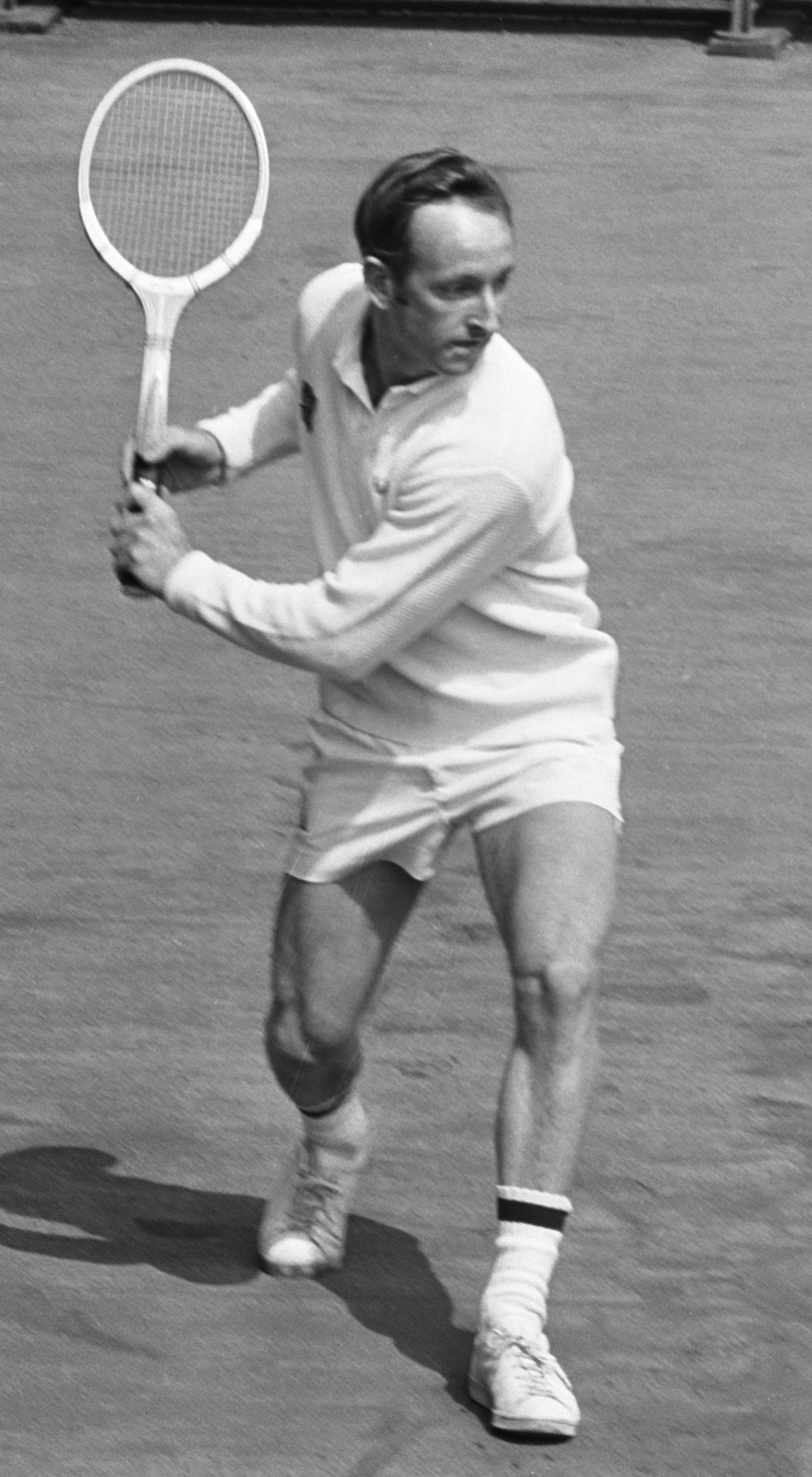
Rod Laver el mejor tenista australiano de la historia

A continuación los tenistas que han alcanzado el Top 50 en el ranking ATP.
| Singlista          | Mejor puesto | Año  | Títulos |
| ------------------ | ------------ | ---- | ------- |
| John Newcombe*     | 1.º          | 1974 | 34      |
| Lleyton Hewitt     | 1.º          | 2001 | 30      |
| Patrick Rafter     | 1.º          | 1999 | 11      |
| Ken Rosewall*      | 2.º          | 1975 | 35      |
| Rod Laver*         | 3.º          | 1974 | 52      |
| Pat Cash           | 4.º          | 1988 | 7       |
| Alex de Minaur     | 6.º          | 2024 | 9       |
| Peter McNamara     | 7.º          | 1983 | 5       |
| Tony Roche*        | 8.º          | 1975 | 7       |
| John Alexander*    | 8.º          | 1975 | 7       |
| Mark Philippoussis | 8.º          | 1999 | 11      |
| Phil Dent          | 12.º         | 1977 | 4       |
| Roy Emerson*       | 12.º         | 1973 | 3       |
| Nick Kyrgios       | 13.º         | 2016 | 5       |
| Mark Edmondson     | 15.º         | 1982 | 6       |
| Kim Warwick        | 15.º         | 1981 | 3       |
| Wally Masur        | 15.º         | 1993 | 3       |
| Bernard Tomic      | 17.º         | 2016 | 4       |
| Mark Woodforde     | 19.º         | 1996 | 4       |
| Jason Stoltenberg  | 19.º         | 1994 | 4       |
| Todd Woodbridge    | 19.º         | 1997 | 2       |
| Darren Cahill      | 22.º         | 1989 | 2       |
| Alexei Popyrin     | 23.º         | 2024 | 3       |
| Richard Fromberg   | 23.º         | 1990 | 4       |
| Colin Dibley       | 26.º         | 1973 | 4       |
| Jordan Thompson    | 26.º         | 2024 | 1       |
| John Millman       | 33.º         | 2018 | 1       |
| Brad Drewett       | 34.º         | 1984 | 2       |
| Andrew Ilie        | 38.º         | 2000 | 2       |
| Marinko Matosevic  | 39.º         | 2013 | 0       |
| Matthew Ebden      | 39.º         | 2019 | 0       |
| Peter Doohan       | 43.º         | 1987 | 1       |
| Wayne Arthurs      | 44.º         | 2001 | 1       |
| James Duckworth    | 46.º         | 2021 | 0       |
| Max Purcell        | 47.º         | 2023 | 0       |
| Aleksandar Vukic   | 48.º         | 2023 | 0       |
| Mark Kratzmann     | 50.º         | 1990 | 0       |

(*)Desarrollaron gran parte de su carrera antes de la era abierta y los ranking ATP.

## N° 1 de Australia a final de temporada
| Temporada | Jugador        | Ranking |
| --------- | -------------- | ------- |
| 1970      | Rod Laver      | 1.º     |
| 1971      | John Newcombe  | 1.º     |
| 1972      | John Newcombe  | 3.º     |
| 1973      | John Newcombe  | 2.º     |
| 1974      | John Newcombe  | 2.º     |
| 1975      | Ken Rosewall   | 6.º     |
| 1976      | Ken Rosewall   | 13.º    |
| 1977      | Ken Rosewall   | 12.º    |
| 1978      | John Alexander | 22.º    |
| 1979      | John Alexander | 20.º    |

| Temporada | Jugador         | Ranking |
| --------- | --------------- | ------- |
| 1980      | Paul McNamee    | 33.º    |
| 1981      | Peter McNamara  | 10.º    |
| 1982      | Peter McNamara  | 12.º    |
| 1983      | Pat Cash        | 11.º    |
| 1984      | Pat Cash        | 8.º     |
| 1985      | John Fitzgerald | 45.º    |
| 1986      | Pat Cash        | 25.º    |
| 1987      | Pat Cash        | 7.º     |
| 1988      | Pat Cash        | 20.º    |
| 1989      | Kelly Evernden  | 38.º    |

| Temporada | Jugador            | Ranking |
| --------- | ------------------ | ------- |
| 1990      | Richard Fromberg   | 32.º    |
| 1991      | Wally Masur        | 56.º    |
| 1992      | Wally Masur        | 38.º    |
| 1993      | Wally Masur        | 21.º    |
| 1994      | Patrick Rafter     | 20.º    |
| 1995      | Mark Philippoussis | 32.º    |
| 1996      | Mark Woodforde     | 27.º    |
| 1997      | Patrick Rafter     | 2.º     |
| 1998      | Patrick Rafter     | 4.º     |
| 1999      | Patrick Rafter     | 16.º    |

| Temporada | Jugador            | Ranking |
| --------- | ------------------ | ------- |
| 2000      | Lleyton Hewitt     | 7.º     |
| 2001      | Lleyton Hewitt     | 1.º     |
| 2002      | Lleyton Hewitt     | 1.º     |
| 2003      | Mark Philippoussis | 9.º     |
| 2004      | Lleyton Hewitt     | 3.º     |
| 2005      | Lleyton Hewitt     | 4.º     |
| 2006      | Lleyton Hewitt     | 20.º    |
| 2007      | Lleyton Hewitt     | 21.º    |
| 2008      | Lleyton Hewitt     | 67.º    |
| 2009      | Lleyton Hewitt     | 22.º    |

| Temporada | Jugador           | Ranking |
| --------- | ----------------- | ------- |
| 2010      | Lleyton Hewitt    | 54.º    |
| 2011      | Bernard Tomic     | 42.º    |
| 2012      | Marinko Matosevic | 49.º    |
| 2013      | Bernard Tomic     | 51.º    |
| 2014      | Lleyton Hewitt    | 50.º    |
| 2015      | Bernard Tomic     | 18.º    |
| 2016      | Nick Kyrgios      | 13.º    |
| 2017      | Nick Kyrgios      | 21.°    |
| 2018      | Álex de Miñaur    | 31.°    |
| 2019      | Álex de Miñaur    | 18.°    |

| Temporada | Jugador        | Ranking |
| --------- | -------------- | ------- |
| 2020      | Álex de Miñaur | 23.°    |
| 2021      | Álex de Miñaur | 30.°    |
| 2022      | Nick Kyrgios   | 22.°    |
| 2023      | Álex de Miñaur | 12.°    |
| 2024      | Álex de Miñaur | 9.°     |
| 2025      |                |         |

## Tenistas No. 1 en dobles masculino
- Todd Woodbridge
- Mark Woodforde
- John Fitzgerald
- Paul McNamee
- Matthew Ebden

## Generaciones
Considerando cada generación como los nacidos en un rango de 5 años de diferencia, los jugadores de cada generación que han estado entre los Top 50 en individuales son los siguientes:
(en negrita los top 10)
|  | 1995 - 1999 - Álex de Miñaur - Nick Kyrgios - Alexei Popyrin - Aleksandar Vukic - Max Purcell |  | 1990 - 1994 - Bernard Tomic - Jordan Thompson - James Duckworth |  | 1985 - 1989 - John Millman - Marinko Matosevic - Matthew Ebden |  | 1980 - 1984 - Lleyton Hewitt |  | 1975 - 1979 - Mark Philippoussis - Andrew Ilie |  | 1970 - 1974 - Patrick Rafter - Wayne Arthurs - Todd Woodbridge - Jason Stoltenberg - Richard Fromberg |  |  |  |

| 1965 - 1969 - Pat Cash - Mark Woodforde - Mark Kratzmann - Darren Cahill |  | 1960 - 1964 - Wally Masur - Peter Doohan |  | 1955 - 1959 - Peter McNamara - Brad Drewett |  | 1950 - 1954 - John Alexander - Phil Dent - Mark Edmondson - Kim Warwick |  | 1940 - 1949 - John Newcombe - Tony Roche - Colin Dibley |  | 1930 - 1939 - Rod Laver - Ken Rosewall - Roy Emerson |  |

## Galería de tenistas destacados
|               |
| Ken Rosewall. |

|              |
| Roy Emerson. |

|            |
| Rod Laver. |

|                |
| John Newcombe. |

|             |
| Tony Roche. |

|                 |
| John Alexander. |

|               |
| Paul McNamee. |

|                 |
| Peter McNamara. |

|           |
| Pat Cash. |

|                 |
| Mark Woodforde. |

|                  |
| Todd Woodbridge. |

|                 |
| Patrick Rafter. |

|                     |
| Mark Philippoussis. |

|                 |
| Lleyton Hewitt. |

|                |
| Matthew Ebden. |

|               |
| Nick Kyrgios. |

|                 |
| Alex de Minaur. |